# Edoardo Volterra
Pour les articles homonymes, voir Volterra (homonymie).
Edoardo Volterra (Rome, 7 janvier 1904 - Rome, 19 juillet 1984) est un professeur de droit et résistant italien.

## Biographie
Fils du mathématicien Vito Volterra, il fut professeur titulaire de droit romain aux facultés de droit des universités de Cagliari, Camerino, Pise, Parme et Bologne ; il termine sa carrière à l'Université de Rome .
Du fait de ses origines juives, il est exclus de l'enseignement  en 1938 en raison des lois raciales fascistes et enseigne en Égypte et a des missions de recherche en France . Il rentre en Italie en mai 1940 et est arrêté en mars 1943 pour activités antifascistes (il est l'un des fondateurs du Parti d'action). Il participe à la guerre de libération en tant que partisan combattant avec le grade de commandant militaire et a reçoit la médaille d'argent de la vaillance militaire et la croix de guerre. En 1945-1946, il est membre de la Consulta nazionale (l'assemblée consultative installée après la libération de Rome au Palais de Montecitorio faute d'un parlement d'élus) en tant que représentant de l'Émilie et de la Romagne pour le Parti d'action. Il est également recteur (président) de l'Université de Bologne de 1945 à 1947. Après la dissolution du Parti d'action en 1946 il de rapproche de l'aile réformiste et modérée du Parti communiste italien.
En 1973, il est nommé juge à la Cour constitutionnelle par le président de la République Giovanni Leone, dont il devient vice-président en octobre 1981 ; il quitte ses fonctions en janvier de l'année suivante.
En 1976 il est élu membre associé étranger de l'Académie des inscriptions et belles-lettres.
Membre de l'Académie des Lyncéens et de plusieurs autres institutions italiennes et étrangères, il a publié de nombreuses études juridiques dont : Diritto Romano e diritti orientali, Collatio legum Mosaicarum et Romanarum et La conception du mariage d'après les juristes romains.
Bibliophile passionné, sa bibliothèque – déposée selon ses volontés par ses héritiers à l’École française de Rome – constitue une source de référence pour l’histoire du droit.

Fonds Edoardo Volterra dans la bibliothèque de l’École française de Rome
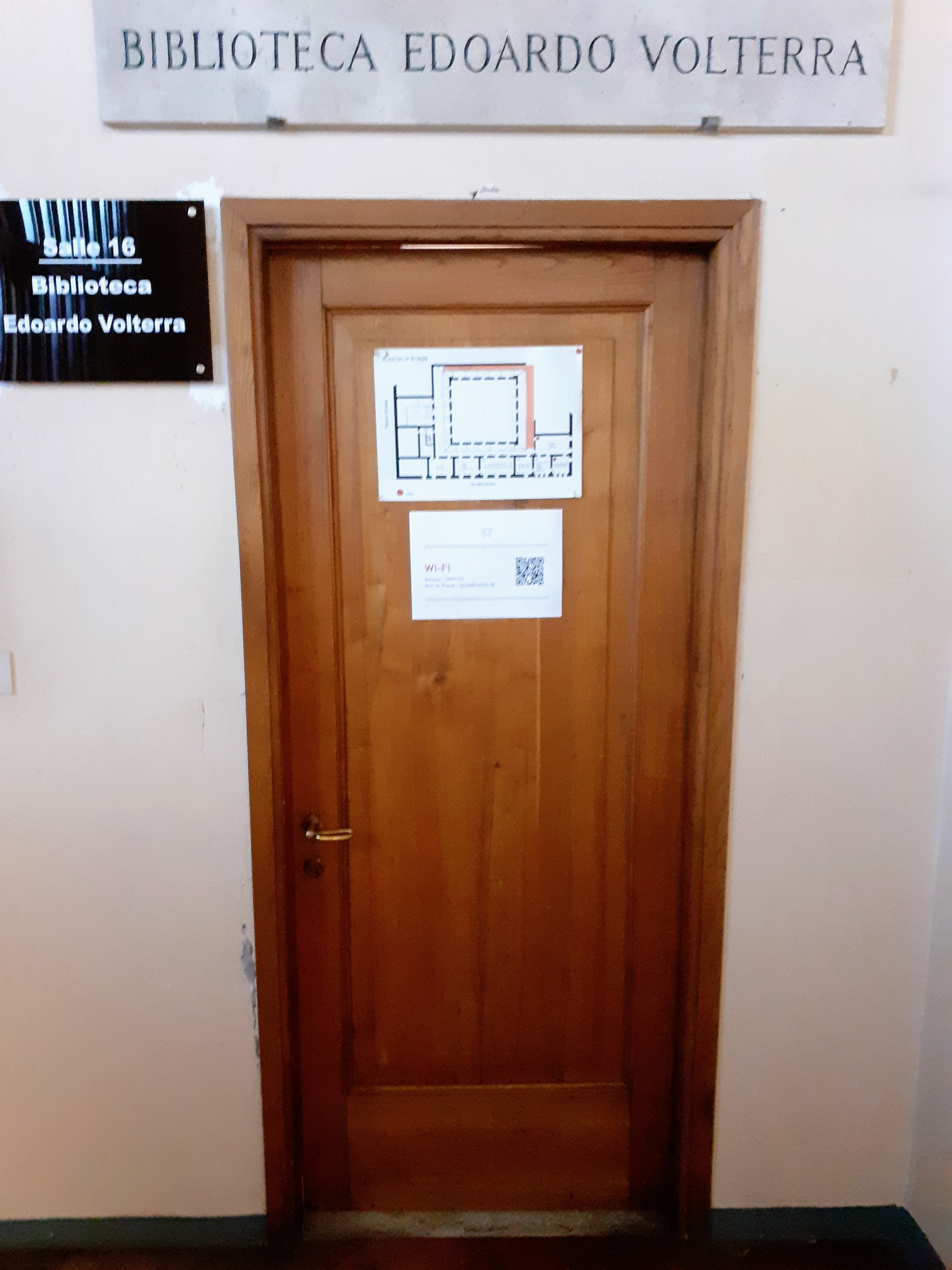
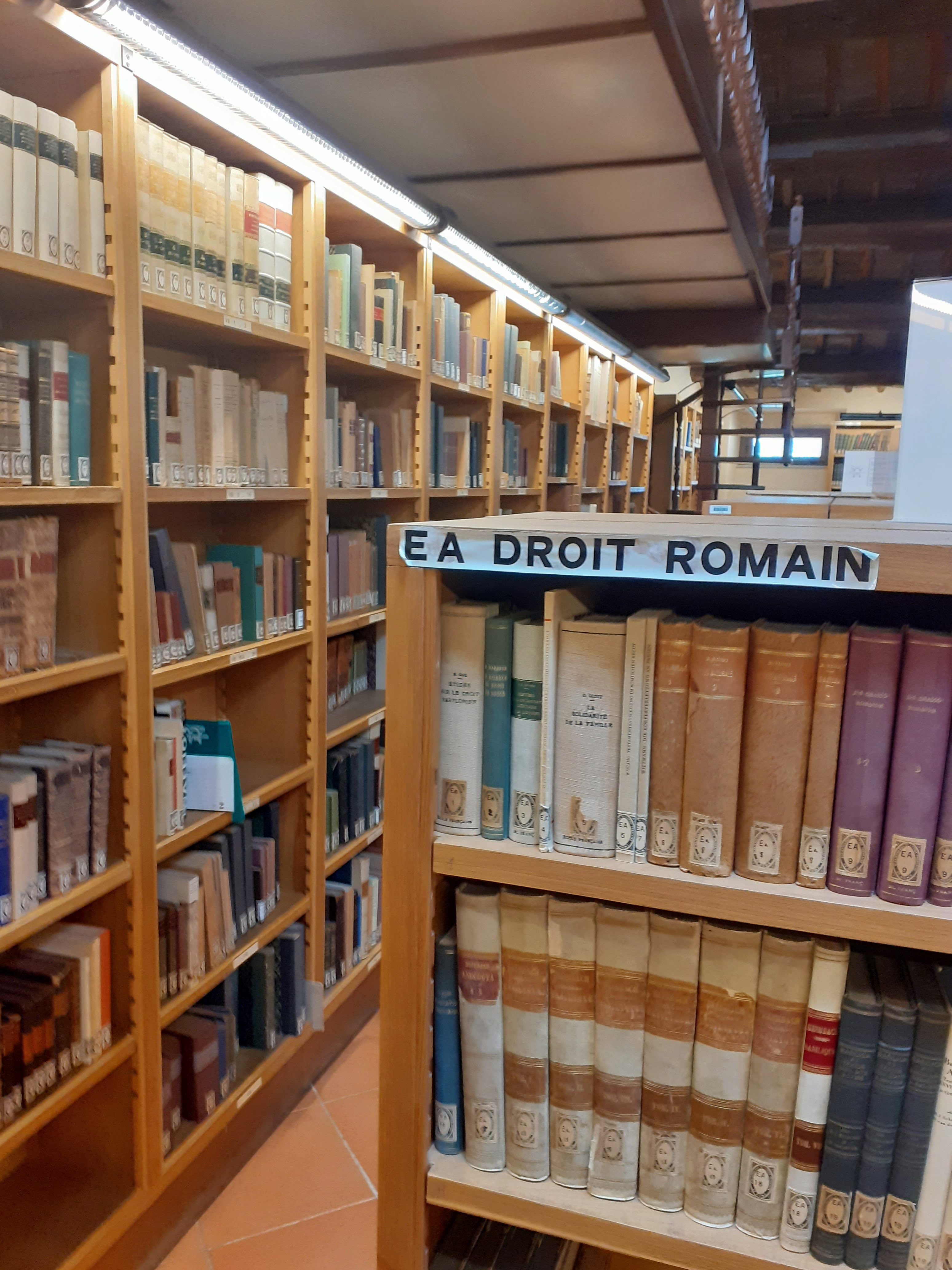

## Distinctions
- Cavaliere di gran croce dell'Ordine al merito della Repubblica italiana[2]

## Publications
- Edoardo Volterra, Collatio legum Mosaicarum et Romanarum (Rome: Bardi, 1930).
- Edoardo Volterra, La conception du mariage d'après les juristes romains (Padua: La Garangola, 1940).
- Edoardo Volterra, Lezioni di diritto romano : il matrimonio romano (Rome: Edizioni Ricerche, 1961).
- Edoardo Volterra, Corso di lezioni: diritti dell'Oriente mediterraneo (Rome: Rome: Edizioni Ricerche, 1970).
- Edoardo Volterra, Istituzioni di diritto privato romano (Rome: Edizioni Ricerche, 1977).
- Edoardo Volterra, Sulla legge delle citazioni (Rome: Accademia Nazionale dei Lincei,1983).